# Parohie (diviziune administrativă)
O parohie (în engleză, parish) este o diviziune administrativă, inspirată sau nu de similare unități administrative din Insulele britanice și Marea Britanie, utilizată în mai multe țări. Spre exemplu, în Irlanda și în alte părți ale Insulelor britanice (cu excepția Scoției și Țării Galilor) o astfel de unitate administrativă se numește parohie civilă spre a o distinge de o parohie ecleziastică.

## Țările care utilizează termenul de parohie
Tabelul de mai jos este o listă de țară care utilizează această diviziune administrativă, parohie. 
| Țară ori teritoriu            | Țară ori teritoriu                                      | Nume local                            | Note |
| ----------------------------- | ------------------------------------------------------- | ------------------------------------- | --- |
| Andorra                       | Andorra                                                 | Parohie (Parròquia)                   | |
| Antigua și Barbuda            | Antigua și Barbuda                                      | Parohie (Parish)                      | |
| Australia                     | Australia                                               | Parohie (Parish)                      | [ 1 ] |
| Barbados                      | Barbados                                                | Parohie (Parish)                      | |
| Bermuda                       | Bermuda                                                 | Parohie (Parish)                      | |
| Canada                        | New Brunswick                                           | Parohie (Parish)                      | |
| Canada                        | Prince Edward Island                                    | Parohie (Parish)                      | |
| Canada                        | Quebec                                                  | Parohie municipală (Municipal parish) | |
| Republica Dominicană          | Republica Dominicană                                    | Parohie (Parish)                      | |
| Ecuador                       | Ecuador                                                 | Parohie (Parroquia)                   | |
| Estonia                       | Estonia                                                 | Vald                                  | |
| Georgia                       | Georgia                                                 | მუნიციპალიტეტი                        | |
| Grenada                       | Grenada                                                 | Parohie (Parish)                      | |
| Guernsey                      | Guernsey                                                | Parohie (Parish)                      | |
| Irlanda                       | Irlanda                                                 | Parohie civilă (Civil parish)         | |
| Jamaica                       | Jamaica                                                 | Parohie (Parish)                      | |
| Insula Jersey                 | Insula Jersey                                           | Parohie (Parish)                      | |
| Letonia                       | Letonia                                                 | Pagasts                               | |
| Insula Man                    | Insula Man                                              | Parohie (Parish)                      | |
| Macao                         | Macao                                                   | Freguesia / 堂區                      | |
| Montserrat                    | Montserrat                                              | Parohie (Parish)                      | |
| Filipine                      | Filipine                                                | Parokya                               | |
| Portugalia                    | Portugalia                                              | Freguesia                             | |
| Rusia                         | Rusia                                                   | Приход                                | |
| Sfântul Kitts și Nevis        | Sfântul Kitts și Nevis                                  | Parohie (Parish)                      | |
| Sfântul Vicențiu și Grenadine | Sfântul Vicențiu și Grenadine                           | Parohie (Parish)                      | |
| Spania                        | ( Principatul Asturia și Comunitatea autonomă Galicia ) | Collación, Parroquia (Parohie)        | |
| Ucraina                       | Ucraina                                                 | Парафія (Raion)                       | |
| Regatul Unit                  | Anglia                                                  | Parohie civilă (Civil parish)         | [ 2 ] |
| Regatul Unit                  | Irlanda de Nord                                         | Parohii civile (Civil parish)         | [ 2 ] |
| Regatul Unit                  | Scoția (foste)                                          | Parohii civile (Civil parish)         | [ 2 ] |
| Regatul Unit                  | Scoția (actuale)                                        | Comunitate                            | |
| Regatul Unit                  | Țara Galilor                                            | Comunitate                            | |
| Statele Unite ale Americii    | Louisiana — Parohii                                     | Parohii (Parishes)                    | Termenul de comitat (county) este utilizat în 48 de state din Statele Unite ale Americii, în timp ce în statele Louisiana și Alaska au diviziuni echivalente comitatelor numite parohii (parishes) și, respectiv, boroughs (târg sau burg). |
| Statele Unite ale Americii    | Carolina de Sud (foste parohii)                         | Parohie (Parohie)                     | Târziu, până la sfârșitul anilor 1800, sudul statului Carolina de Sud a fost divizat în parohii, dar astăzi întregul stat este divizat în comitate.                                                                                         |
| Venezuela                     | Venezuela                                               | Parroquia (Parohie)                   | |

## Alte articole
- Muban

- Muban